# Kompolthy Gusztáv
Kompolthy Gusztáv (Szomolnok, 1850. április 24. – Budapest, 1915. március 17.) hírlapíró és szerkesztő, Kompolthy Tivadar testvérbátyja.

## Élete
Apját Schreiber Gusztávot, aki kincstári erdőszeti számviteli tiszt volt, már tízéves korában elvesztette. Édesanyja Kompolthy Zsuzsanna. 1861-ben Rozsnyón kezdette középiskolai tanulmányait, majd Kassán és Nagyváradon 1870-ig folytatta; hol a jogi pályára lépett és ott kezdett tanulását Eperjesen végezte 1873-ban. Azután Nagyváradon Tokody Ágoston ügyvédnél volt gyakornok és ugyanakkor kezdte meg hírlapírói pályáját a Bihar című lapnál. 1876-ban Kolozsvárt a Kelet munkatársa lett. 1877. március 1-jén Nagyenyeden megalapította az Alsófehérmegyei Lapokat; ez azonban 1878. február 2-án megszűnt. 1881-ben Schreiber családi nevét Kompoltira változtatta. Neje Erdély Zsuzsanna volt.
A fővárosba költözvén 1894-ben a Nemzeti Ujság munkatársa és októbertől 1895. novemberig a Mészárosok és Hentesek Lapja szerkesztőségének segédtagja volt. 1896-tól a Népvezér demokratapárti lapnak munkatársa, 1898. március 1-től pedig a Budapesti Háztulajdonosok Lapját szerkeszti. Elbeszéléseit most rendezi sajtó alá.